# Canal del Manzanares

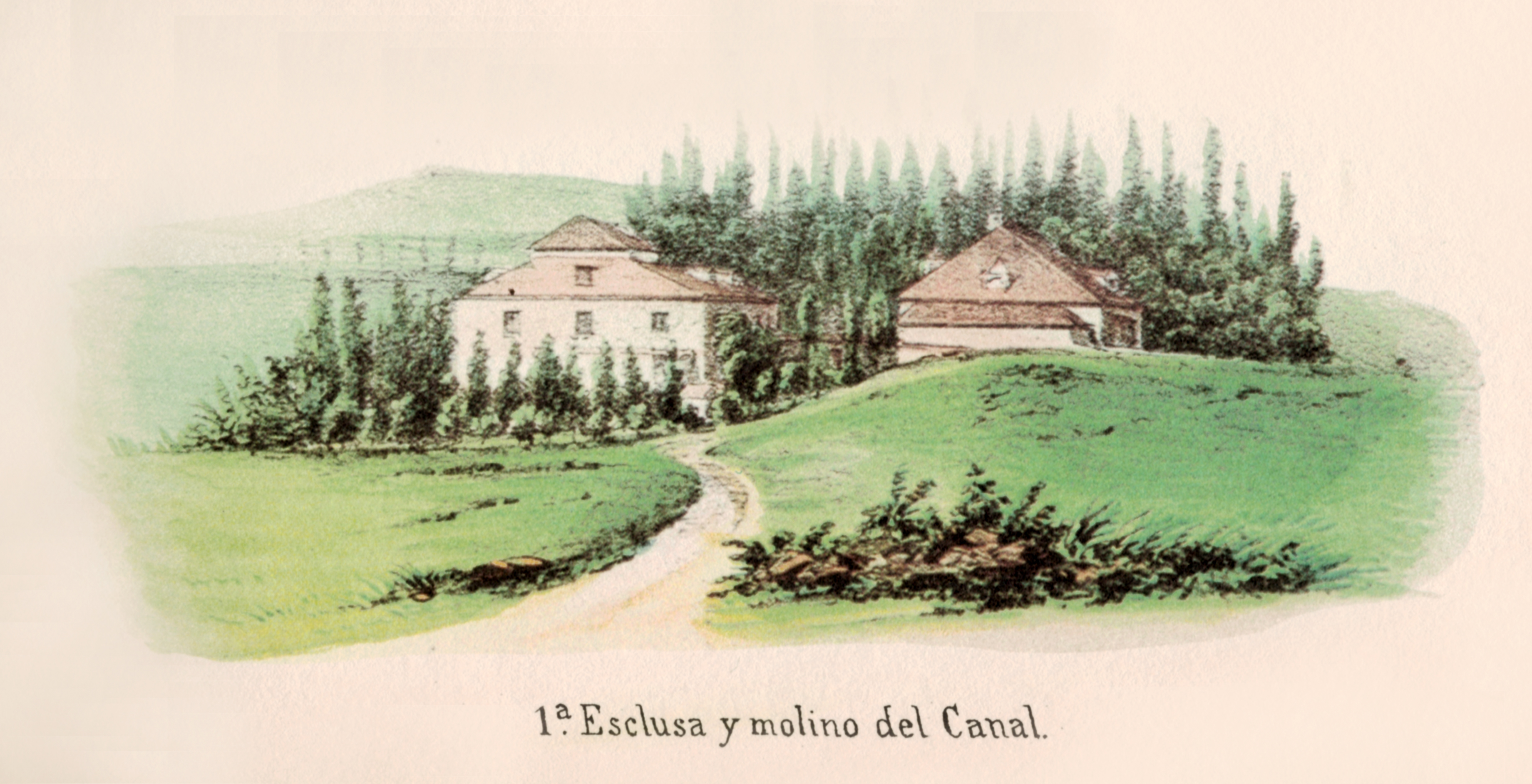
Casa y molino de la primera esclusa del canal

El Real Canal de Manzanares constituyó un proyecto de infraestructura muy ambicioso y por sus enormes dificultades técnicas y naturales y costos exorbitantes, para muchos, irrealizable, que pretendía unir Madrid con Aranjuez por medio acuático donde el canal se dividiría para ir a Lisboa por el Tajo o por otro canal a Sevilla, según proyecto de Isidro González Velázquez. 
Arrancaba cerca del puente de Toledo, pasaba por el actual parque de la Arganzuela y el Matadero, y llegó al embarcadero en Vaciamadrid.De acuerdo con el El indicador de Madrid para el año 1858 (Índice General), recorría un total de 23 1351/3 varas, o 3,49 legua y tenía diez esclusas, un número considerado «exagerado» para una distancia tan corta.
Sus restos aún se pueden contemplar en pleno Madrid. En la ribera del río Manzanares se puede observar la longuera del antiguo canal y algunas estructuras para el trasiego de agua entre sus compuertas.

## Historia

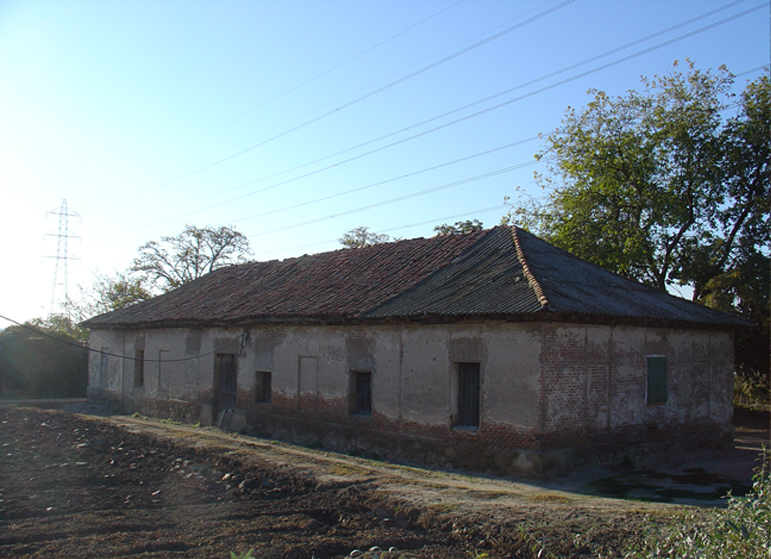
Casa de la cuarta esclusa, que fue edificada en 1830, en el estado que presentaba en noviembre de 2007.

Los primeros planes de hacer navegables diferentes ríos de la península ibérica datan del siglo XVI, cuando Felipe II encarga a Juan Bautista Antonelli, entre otros, un proyecto para hacer navegable el Tajo, remontando el Jarama y desde ahí el Manzanares hasta las mismísimas puertas de la Corte española. Diferentes problemas de propiedad, dificultades técnicas, así como el ingente coste de la obra, hicieron que todos los proyectos fueran suspendidos.
Mucho después, en las postrimerías del siglo XVIII, se inicia la construcción del primer tramo que haría navegable al río Manzanares. Aunque el proyecto nunca fue acabado, sí se consiguió la navegación hasta la última esclusa, muy cerca de Rivas-Vaciamadrid. Las obras comenzaron en septiembre de 1770 por iniciativa privada de Pedro Martinengo mediante real cédula con una concesión del canal y sus beneficios a 30 años. En 1778 se había ejecutado hasta la octava esclusa. El Canal no obtuvo la calificación de Real Canal hasta que el rey Carlos III lo compró en 1779, pero no gastó más allá que en su mantenimiento y la construcción de la novena esclusa. En la época de Fernando VII se hubo de ejecutar obras de reparación y se prolongó la obra hasta las inmediaciones del núcleo de Vaciamadrid, cerca del encuentro con el Jarama. Pascual Madoz nos relata detalladamente en su Diccionario Geográfico Estadístico y Histórico (1847) toda la obra ejecutada, indicándonos que con dificultades sólo fue navegable hasta la décima esclusa.
Con la llegada del ferrocarril el Canal de Manzanares perdió su sentido y no pudiendo competir con las nuevas tecnologías fue clausurado. En 1862 fue subastado por lotes a compradores privados.

## Estado actual

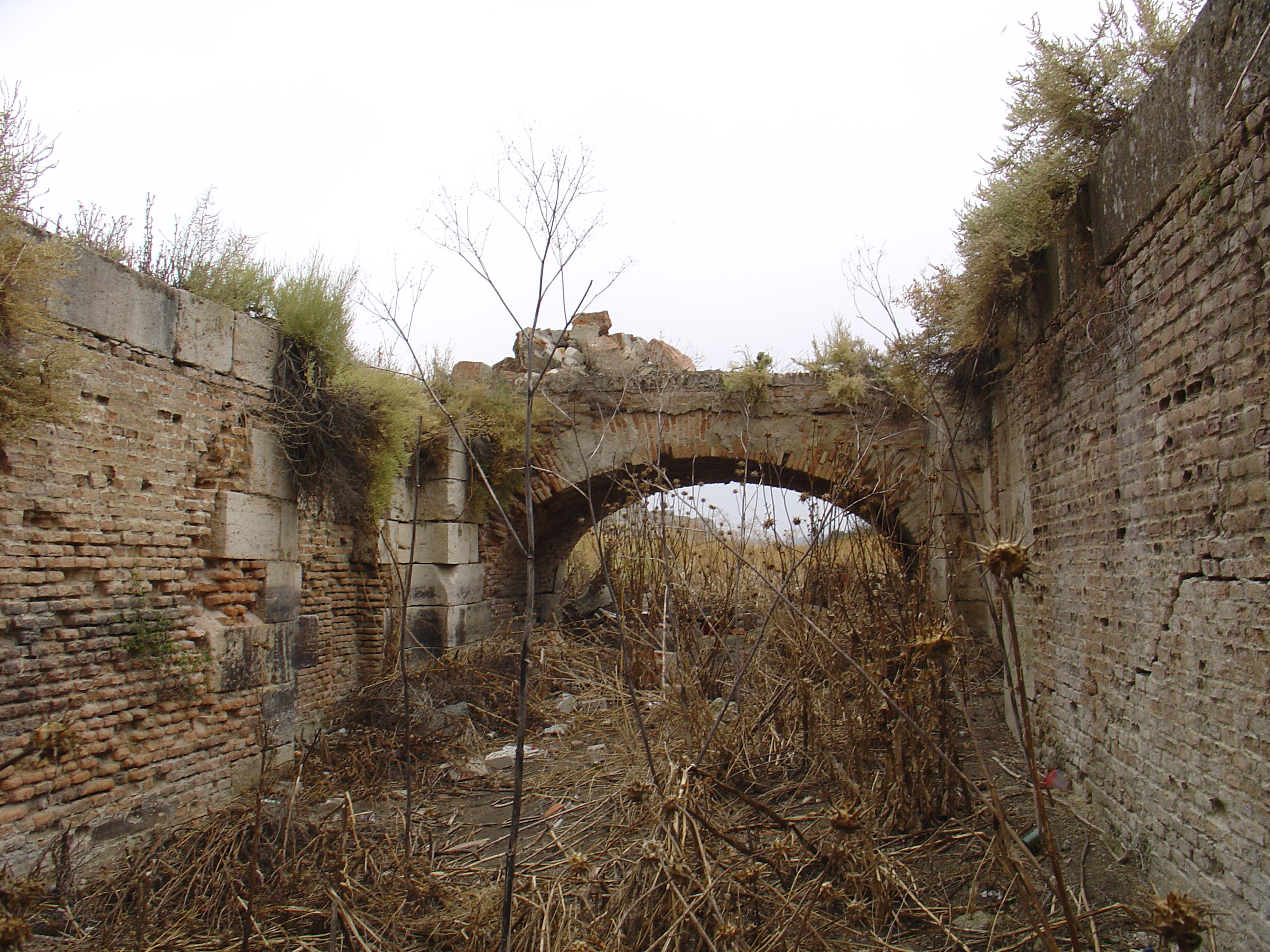
Décima esclusa en el estado que presentaba en septiembre de 2007.

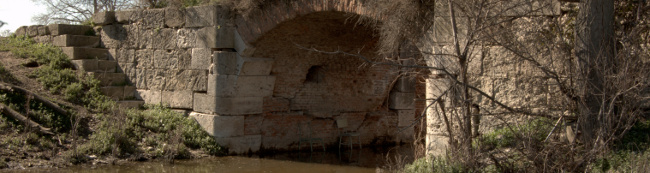
Una de las esclusas del Real Canal de Manzanares.

En la actualidad se conservan relativamente en buen estado diferentes instalaciones del Canal. En el Tramo 2 del Parque Lineal del Manzanares se encuentra lo que fuera el complejo de la Casa de la Cuarta Esclusa, hoy catalogado como Bien de Interés Cultural (BIC) por el Ayuntamiento de Madrid. También son apreciables los restos arqueológicos de las esclusas desde la quinta hasta la décima y última, así como diferentes puentes y acueductos: el del Congosto, Cambroneras y Migueles-Hundimiento. También siguen en pie algunas construcciones de la época de Fernando VII que sirvieron para la construcción del Canal.
Aunque el valor del patrimonio histórico es muy importante, no existe aún ningún plan para su integración y puesta en valor, aunque el Plan Especial de Infraestructuras Manzanares Sur (PEIMANSUR) así lo especifique y ordene.
Desde septiembre de 2009 se ha incorporado a la Lista Roja de Patrimonio en Peligro de la Asociación Hispania Nostra.
Periódicamente se organizan excursiones guiadas por los restos arqueológicos dentro del Parque Lineal del Manzanares, dentro de la Ruta del Real Canal de Manzanares.